# Dale Godboldo
Dale Godboldo (Dallas, Texas, 5 de Julho de 1975) é um ator estadunidense.

## Filmografia

### Televisão
- 2007 Women's Murder Club como Logan Young
- 2006 Courting Alex como Alex
- 2004 Method & Red como Keith Debeetham
- 2003 Wanda at Large como Keith Michael Townsend
- 2002 Judging Amy como Richie Cunningham
- 2001 The Drew Carey Show como Gerard
- 2001 Kristin como Tyrique Kimbrough
- 2000 Shasta McNasty como Randy
- 1999 Promised Land como Nolan Edwards
- 1999 ER como Hiltzik
- 1998 Smart Guy como Victor
- 1997 Jenny como Cooper
- 1996 Moesha como Donny
- 1993 Emerald Cove como Bobby Johnson

### Cinema
- 2008 Every Dog Has His Day como Trickey Mike
- 2008 Lakeview Terrace como Dale
- 2007 Year of the Dog como Don
- 2002 Random Shooting in L.A. como Todd
- 2002 The Sum of All Fears como Rudy
- 2001 Finetrap como Vincent
- 2000 The Young Unknowns como Franklin
- 1999 Cold Hearts como Connor
- 1999 Dirt Merchant como Zeke